# Darren Mattocks
Darren Mattocks (Portmore, 2 settembre 1990) è un ex calciatore giamaicano, di ruolo attaccante.

## Palmarès

### Club

#### Competizioni nazionali
- Canadian Championship: 1

Vancouver Whitecaps: 2015